# Nadagarodes subfasciata
Nadagarodes subfasciata är en fjärilsart som beskrevs av W. Warren 1896. Nadagarodes subfasciata ingår i släktet Nadagarodes och familjen mätare. Inga underarter finns listade i Catalogue of Life.